# 察里齐诺区
察里齐诺区（俄語：район Царицыно）是莫斯科南行政区的一区，面积8.43平方公里，人口119,021人。坎捷米罗夫卡站和察里齐诺站位于本区内。